# Трашіганг
Трашіганг (дзонґ-ке བཀྲ་ཤིས་སྒང་།) — місто на сході Бутану, адміністративний центр дзонгхагу Трашіганг.
Місто розташоване на східній стороні долини, трохи південніше місця злиття річок Дрангме і Гамрі. У 2009 році біля міста відкрився аеропорт Йонгпхулла без бетонованого покриття злітно-посадкової смуги, призначений для місцевих маршрутів малими літаками.
Населення міста становить 2383 особи (перепис 2005 р.), а за оцінкою 2012 року — 2605 осіб.
До Трашіганга з півдня підходить шосе з Індії через прикордонне місто Самдруп-Джонгхар, із заходу головне шосе з Тхімпху, на північ веде дорога на Трашіянгце і далі до Бомделінга.
У місті є регіональна лікарня.

## Клімат
Місто знаходиться у зоні, котра характеризується вологим субтропічним кліматом. Найтепліший місяць — липень із середньою температурою 27.3 °C (81.1 °F). Найхолодніший місяць — січень, із середньою температурою 15.4 °С (59.8 °F).
| Клімат Трашіганга       | Клімат Трашіганга | Клімат Трашіганга | Клімат Трашіганга | Клімат Трашіганга | Клімат Трашіганга | Клімат Трашіганга | Клімат Трашіганга | Клімат Трашіганга | Клімат Трашіганга | Клімат Трашіганга | Клімат Трашіганга | Клімат Трашіганга | Клімат Трашіганга |
| Показник                | Січ.              | Лют.              | Бер.              | Квіт.             | Трав.             | Черв.             | Лип.              | Серп.             | Вер.              | Жовт.             | Лист.             | Груд.             | Рік               |
| Середній максимум, °C   | 20,4              | 21,7              | 24,8              | 28,3              | 30                | 30,7              | 31,5              | 30,2              | 30                | 29,1              | 26,1              | 23                | 27,2              |
| Середня температура, °C | 15,5              | 16,6              | 19,6              | 22,7              | 25,3              | 26,7              | 27,3              | 26,5              | 27                | 23,4              | 19,9              | 17,3              | 22,3              |
| Середній мінімум, °C    | 10,5              | 11,5              | 14,4              | 17                | 20,6              | 22,6              | 23,1              | 22,7              | 23,9              | 17,7              | 13,6              | 11,6              | 17,4              |
| ----------------------- | ----------------- | ----------------- | ----------------- | ----------------- | ----------------- | ----------------- | ----------------- | ----------------- | ----------------- | ----------------- | ----------------- | ----------------- | ----------------- |
| Джерело: Weatherbase    |                   |                   |                   |                   |                   |                   |                   |                   |                   |                   |                   |                   |                   |

## Визначні пам'ятки
- Трашіганг-дзонг — фортеця над містом, побудована в 1667 році, в якій розташована адміністрація і монастир, тут же проводяться фестивалі цечу
- Величезне молитовне колесо в центрі міста, яке постійно, вдень і вночі, повертають перехожі
- Два чортени в межах міста
- Телекомунікаційна вежа

## Галерея

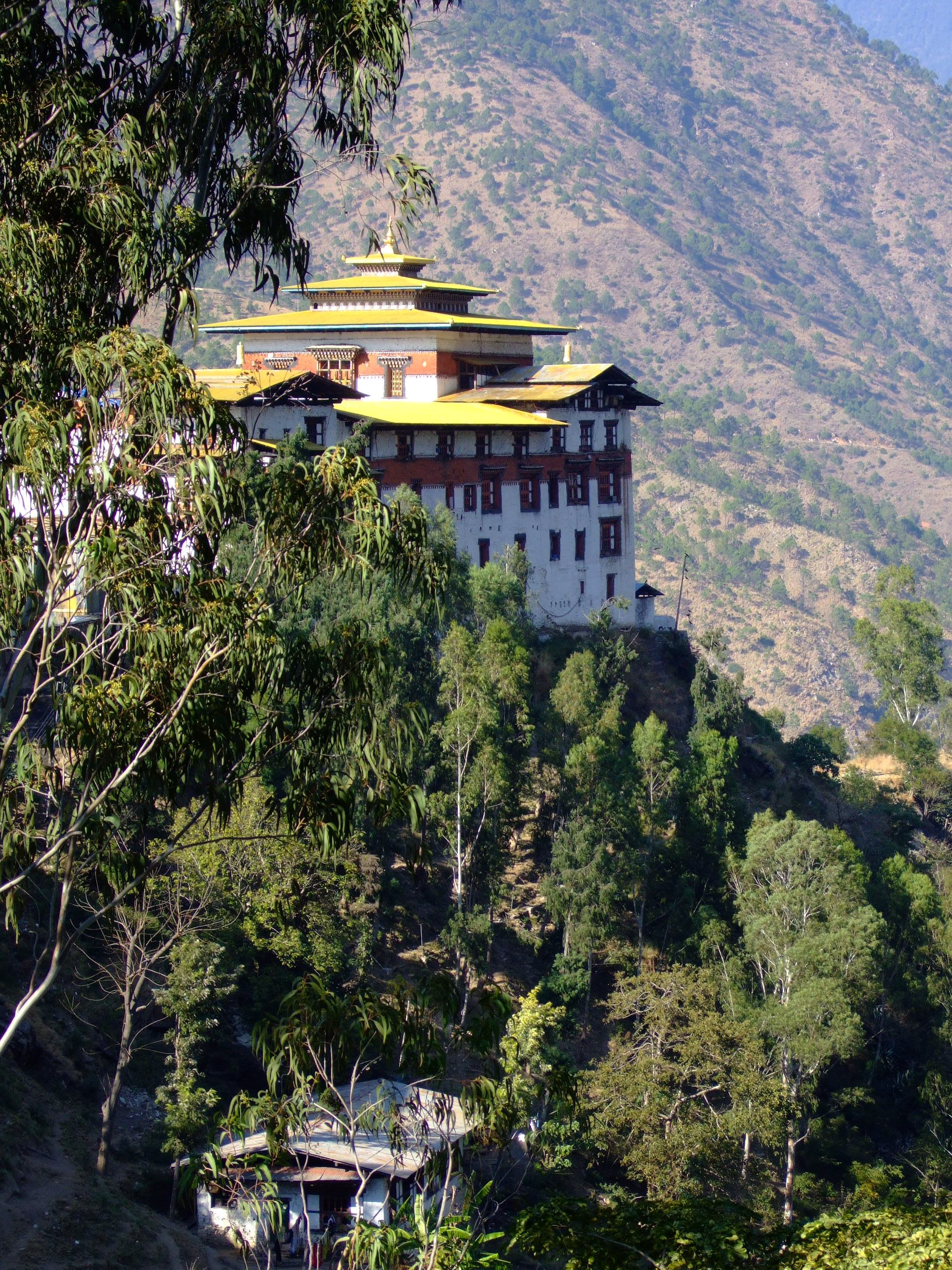
Трашіганг-дзонг
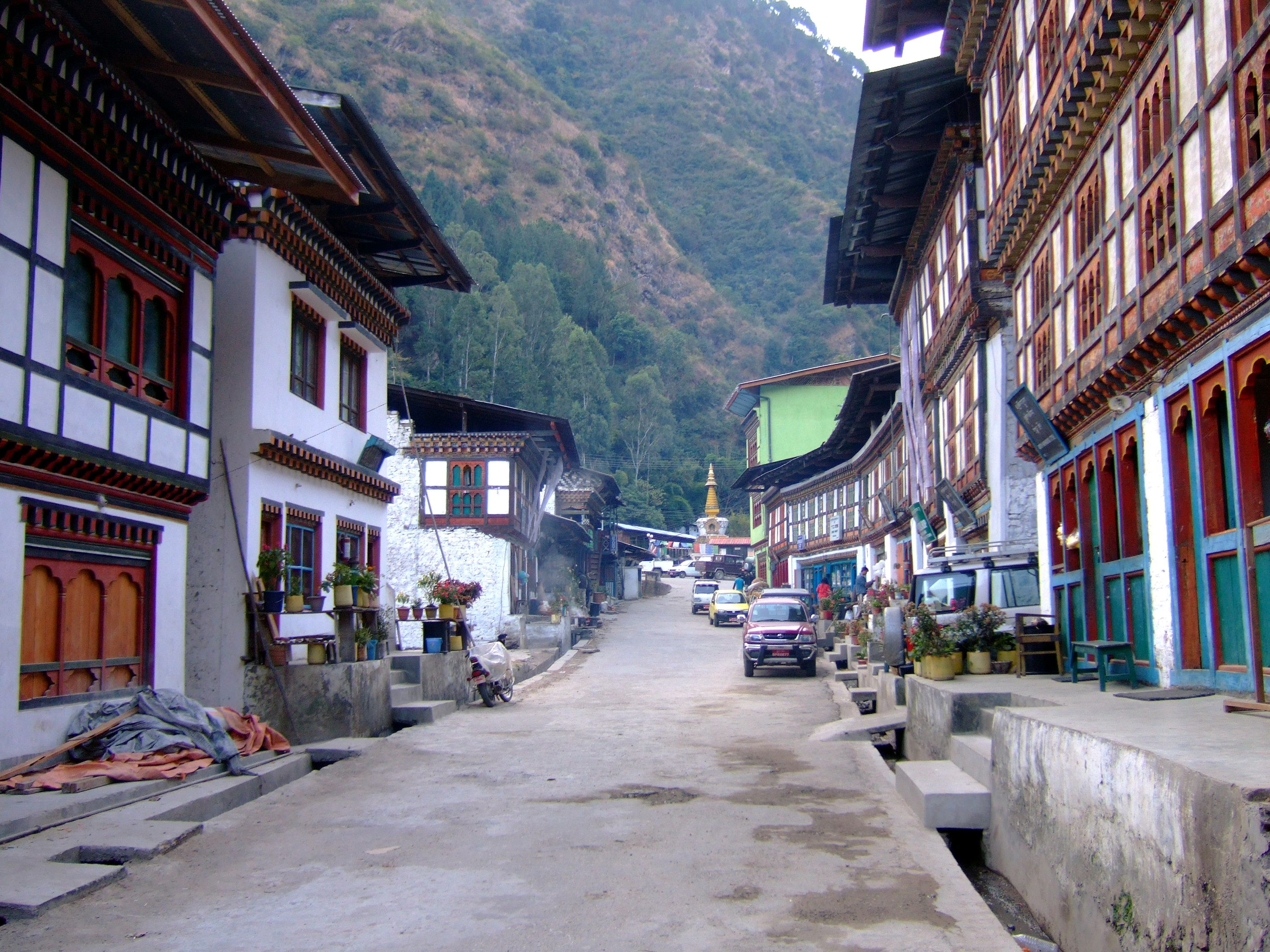
Головна вулиця Трашіганга
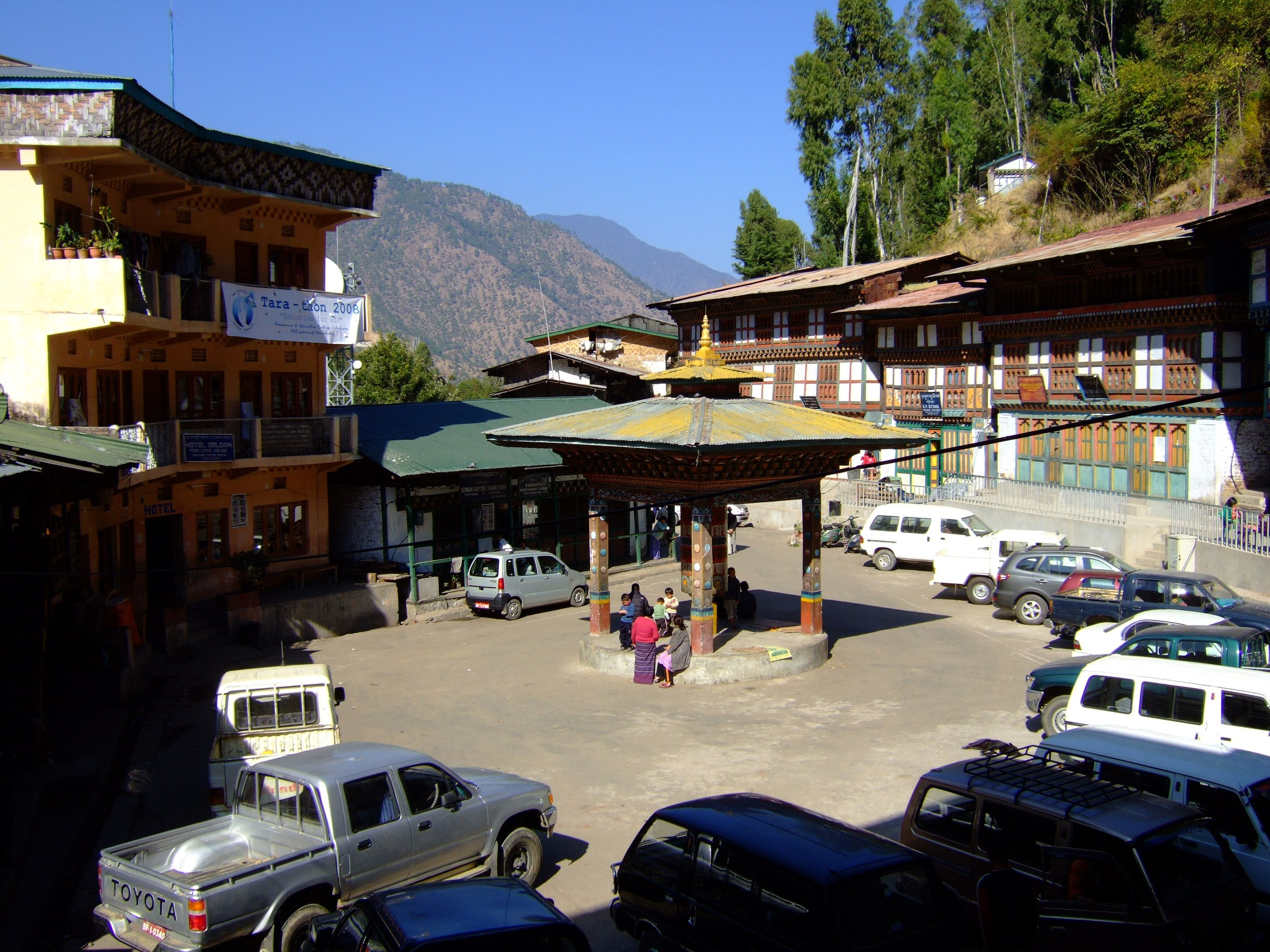
Центральна площа та молитовне колесо